# Conus diegoi
Conus diegoi é uma espécie de caracol marinho, um molusco gastrópode marinho da família Conidae, os caracóis cônicos, conchas cônicas ou cones.
Esses caracóis são predadores e venenosos. Eles são capazes de “picar” humanos.

## Descrição
O tamanho da concha atinge 13 milímetros.

## Distribuição
Esta espécie ocorre no Oceano Atlântico ao largo da Ilha da Boa Vista, Cabo Verde.